# Elisha Gaylord Marshall
Pour les articles homonymes, voir Marshall.
Elisha Gaylord Marshall (26 janvier 1829 - 3 août 1883) est un brigadier général breveté de l'armée de l'Union lors la guerre de Sécession.

## Avant la guerre
Né à Seneca Falls, New York le 26 janvier 1829, Marshall est diplômé de West Point en 1850(p139),. Il sert pendant la guerre de l'Utah en tant que premier lieutenant. Il combat également lors de la bataille de la rivière Colorado, en 1859, pendant la guerre des Mohaves en l'Arizona.

## Guerre de Sécession
Il est promu capitaine en mai 1861, et devient colonel des volontaires en avril 1862. Il est gravement blessé alors qu'il mène le 13th New York Infantry lors de la bataille de Fredericksburg, et ne reprend pas le service actif jusqu'au début de 1864. Il obtient au titre de ses actions à Fredericksburg un brevet de lieutenant-colonel de l'armée régulière(p139). Marshall reçoit un brevet de promotion au grade de brigadier général des volontaires en décembre 1862, en reconnaissance de son service à Fredericksburg.
En janvier 1864, il accepte une commission de colonel du 14th New York Heavy Artillery(p139). Il prend par la suite le commandement d'une brigade(p139). Le 17 juin 1864, il est une nouvelle fois blessé à Petersburg(p139).
Il est capturé lors de la bataille du Cratère, et est détenu comme prisonnier de guerre jusqu'en avril 1865,.
Il reçoit un brevet de brigadier généra de l'armée régulière en 13 mars 1865 en reconnaissance de son service tout au long de la guerre et à la même date de major général des volontaires(p365),,.

## Après la guerre
Après la guerre, il reprend un grade de commandant, et sert dans l'armée jusqu'à sa retraite avec le grade permanent de colonel en septembre 1867.
Sa première femme est Hannah Viola Ericsson (1844-1873). Ils ont deux enfants, Nora (1861-1865) et Aaron (1872-1873). En 1875, Marshall épouse Janet Rutherford. Plus tard, ils se séparent, et Mme Marshall vit à Marshall Hill, un manoir de quatorze pièces des Marshalls construit sur une colline de schiste rouge près de la rivière Lehigh et Blue Mountain à Palmerton, en Pennsylvanie,. Janet Rutherford Marshall meurt en 1911, et ses biens sont estimés à plus d'un million de dollars, soit l'équivalent de 24 millions de dollars en 2013.
Il meurt à Canandaigua, New York le 26 janvier 1883, et est enterré avec sa première épouse dans le cimetière de Mount Hope de Rochester,.
En juin 2000, la tombe de Marshall est profanée, son crâne est volé, et ses restes ont été dispersés autour de sa tombe. Les auteurs n'ont pas été pris, et les restes de Marshall, à l'exception du crâne, ont été réinhumés,,.